# Sagittaria lichuanensis
Sagittaria lichuanensis är en svaltingväxtart som beskrevs av J.K.Chen, X.Z.Sun och H.Q.Wang. Sagittaria lichuanensis ingår i släktet pilbladssläktet, och familjen svaltingväxter. Inga underarter finns listade.